# Piptophyllum welwitschii
Piptophyllum es un género monotípico  de plantas herbáceas perteneciente a la familia de las poáceas. Su única especie: Piptophyllum welwitschii (Rendle) C.E.Hubb., es originaria de Angola.
Algunos autores lo incluyen en el género Triraphis, Crinipes.

## Descripción
Son hierbas erectas perennes; cespitosas (con la base tomentosa y fibrosa). Tallos herbáceos; no ramificados arriba.  Hojas no auriculadas, estrechas; setaceas (dobladas);  desarticulando de las vainas . Lígula presente; con una franja de pelos. Plantas bisexuales, con espiguillas bisexuales; con flores hermafroditas. Las inflorescencia determinadas; sin pseudospigas; paniculadas; abiertas (lanceoladas o estrechamente oblongas); con ramillas capilares.

## Taxonomía
Piptophyllum welwitschii fue descrita por (Rendle) C.E.Hubb. y publicado en Kew Bulletin 12: 53. 1957.
Etimología
Piptophyllum: nombre genérico que deriva del griego pitein = (caer) y phullon = (hoja), en alusión a las desarticuladas láminas foliares.
welwitschii: epíteto otorgado en honor del botánico austriaco Friedrich Martin Josef Welwitsch.
Sinonimia
- Pentaschistis welwitschii Rendle[1][3][4]